# Kateryna (Oper)
Kateryna (Катерина) ist eine ukrainische Oper in zwei Akten von Oleksandr Rodin (Олександр Родін) nach dem gleichnamigen Gedicht von Taras Schewtschenko aus dem Jahr 1838. Sie wurde am 17. September 2022 im Opernhaus Odessa in der Ukraine uraufgeführt.

## Handlung

### Erster Akt
Die Dorfbewohner freuen sich auf die bevorstehende Feier zur Wintersonnenwende und zum Weihnachtsfest. Ein heller Stern erleuchtet alles. In Form eines Wertep-Weihnachtsspiels und begleitet von rituellen Tänzen und Liedern erzählen sieben Figuren – der Tod, der Teufel, eine Hexe, ein Zigeuner, Schynkarka, ein Geige spielender Engel und der Leierspieler Perebendja – die Geschichte des ukrainischen Mädchens Kateryna:
Drei Mädchen aus Wesnjanka begrüßen den Frühling. Kateryna verliebt sich in den moskowitischen Soldaten Iwan.
In der Kupala-Nacht, dem Fest der Sommersonnenwende am Vorabend des Johannistags, beschwören Meerjungfrauen und andere mythische Gestalten an einem Seeufer den Mond. Sie haben im Wald einen Kosaken (Iwan) gefunden und rufen nach Kateryna, um die beiden zeremoniell zu vermählen.
Es wird Herbst. Die Wertep-Figuren erzählen die Geschichte weiter: Die Moskowiter sind in die Türkei abgezogen und haben die von ihnen verführten Dorfmädchen zurückgelassen. Kateryna, die von Iwan einen kleinen Sohn bekommen hat, wartet Nacht für Nacht auf seine Rückkehr. Dorfbewohner verspotten ihre Eltern. Ihr Vater verwünscht deren scheinheiliges Verhalten. Der Leierspieler kommentiert das Unrecht, das die Menschen einander antun und bittet Gott um Erbarmen.

### Zweiter Akt
Im Spätherbst wartet Kateryna noch immer auf ihren Mann. Sie singt ihr Kind in den Schlaf. Mythische Wesen (Злидні – Slydni) erscheinen. Katerynas Eltern haben die Geduld mit ihrer Tochter verloren. Sie sagen sich von ihr los und schicken sie nach Moskau, um Iwans Familie zu suchen. Ohne Hoffnung auf Rückkehr macht sich Kateryna mit ihrem Sohn auf den Weg. Der Engel gesellt sich mit seiner Geige zu ihr. Die Wertep-Figuren warnen die Jungfrauen davor, sich in Moskowiter zu verlieben.
Mit einem Trinklied auf den Lippen trifft Iwan an der Spitze einer Gruppe Soldaten ein. Der Tod tanzt, während sie von einem Schneesturm davongetrieben werden.
Die verzweifelte Kateryna fordert ihren Sohn auf, nicht seinen Vater, sondern sie selbst zu verfluchen. Der Leierspieler führt sie zu einem Wirtshaus, wo eine Hexe nach Vergnügung sucht. Wenig später kommen auch Iwan und seine Soldaten. Kateryna geht ihm freudig entgegen und will ihm seinen Sohn vorstellen. Iwan will jedoch nichts mehr von ihr wissen. Er bezeichnet sie vor seinen Leuten als „Verrückte“. Kateryna fleht ihn vergeblich an, wenigstens das Kind an sich zu nehmen. Nachdem die Soldaten gegangen sind, sieht sie keinen anderen Ausweg mehr, als das Kind im Wald zurückzulassen und sich in einem See zu ertränken. Der Tod unternimmt einen kurzen Versuch, sie daran zu hindern, akzeptiert ihren Wunsch aber schließlich.
Die Wertep-Figuren und die Dorfbewohner beklagen Katerynas Schicksal, dasjenige des verlassenen Waisenkindes und das der Ukraine.

## Gestaltung
Eine Grundidee der Oper ist der Wandel der Jahreszeiten, die durch Volksriten dargestellt werden. Der Chor hat daher eine große Bedeutung in der Oper. Die eigentliche Handlung wird von den sieben Figuren des traditionellen osteuropäischen Wertep-Weihnachtsspiels – Tod, Teufel, Hexe, Zigeuner, Schynkarka, Engel und Leierspieler – erzählt.

## Werkgeschichte
Der 1975 in Homel in Belarus geborene und im ukrainischen Tschernihiw aufgewachsene Komponist Oleksandr Rodin komponierte Kateryna im Auftrag des Opernhauses Odessa. Die Idee zu der Produktion stammte von Nadija Babitsch (Надія Бабіч), der Generaldirektorin des Theaters, die auch die künstlerische Gesamtleitung übernahm. Das Libretto stellte Rodin selbst zusammen. Es basiert auf einem gleichnamigen kurzen Gedicht des ukrainischen Lyrikers Taras Schewtschenko. Für das Libretto benötigte Rodin nach eigener Aussage mindestens ein halbes Jahr. Letztlich übernahm er ungefähr 85 Prozent des Textes direkt von der Vorlage und anderen Texten Schewtschenkos, darunter auch einige russische Wörter für die Partie des Moskowiters Iwan. Insgesamt arbeitete Rodin drei Jahre an der Oper. Es handelt sich um die größte Opernproduktion seit Beginn der Unabhängigkeit der Ukraine. Zur Imitation von Naturgeräuschen wurden spezielle Musikinstrumente entworfen. Die 800 Kostüme sollten in Charkiw genäht werden. Aufgrund der schweren Bombardierung dieser Stadt musste die Herstellung aber nach Odessa verlagert werden. Insgesamt waren ungefähr 400 Mitwirkende an der Produktion beteiligt.
Die Uraufführung war ursprünglich für den Welttheatertag am 27. März 2022 vorgesehen. Einen Monat vorher, am 24. Februar 2022, sollte es eine öffentliche Probe für die Presse geben. Aufgrund des russischen Angriffs auf die Ukraine drei Tage zuvor musste diese jedoch abgesagt werden. Das Opernhaus war für einen Zeitraum von drei Monaten von Barrikaden umgeben, bis Mitte Juni wieder ein eingeschränkter Betrieb beginnen konnte. Die Uraufführung von Kateryna gelang schließlich am 17. September 2022 in Anwesenheit des damaligen ukrainischen Kulturministers Oleksandr Tkatschenko (Олександр Ткаченко). Die musikalische Leitung hatte Wjatscheslaw Tschernucho-Wolitsch (В’ячеслав Чернухо-Воліч). Regie führte Oksana Taranenko (Оксана Тараненко), das szenische Konzept stammte von Dmytro Zyperdjuk (Дмитро Ципердюк), Bühnenbild und Ausstattung von Ihor Anissenko (Ігор Анісенко), die Choreografie von Oleksij Skljarenko (Олексій Скляренко) und das Lichtdesign von Maksym Djedow (Максим Дєдов). Die Titelrolle sang Julija Tereschtschuk (Юлія Терещук). Während der Pause gab es für fünfzehn Minuten einen Luftalarm. Die Aufführung konnte anschließend fortgesetzt werden.
Das Opernhaus Odessa wurde für diese Produktion bei den International Opera Awards 2022 als „bestes Opernhaus“ ausgezeichnet. Im Februar 2023 stellte Arte Concert einen Mitschnitt der Uraufführungsproduktion als Videostream im Internet bereit. Arte zeigte mit diesem Werk zum ersten Mal eine Produktion eines Hauses, das kein fester Partner der Saison war.

## Aufnahmen
- Oktober 2022 – Wjatscheslaw Tschernucho-Wolitsch (Dirigent), Oksana Taranenko (Regie), Dmytro Zyperdjuk (szenisches Konzept), Ihor Anissenko (Bühnenbild und Ausstattung), Oleksij Skljarenko (Choreografie), Maksym Djedow (Licht), Chor, Ballett und Orchester der Oper Odessa, Kinderchor „Pearls of Odessa“.
 Julija Tereschtschuk (Kateryna), Oleksandr Prokopowytsch (Iwan), Dmytro Pawljuk (Vater), Olena Starodubzewa (Mutter), Wladyslaw Horaj (Leierspieler), Alina Tkatschuk (Hexe), Kateryna Tsymbalyuk (Schynkarka), Denys Danijil Bohatschow (Teufel), Jurij Dudar (Zigeuner), Julija Subbotina, Julija Timakowa und Iryna Kamenezka (Wesnjanka-Mädchen), Marharyta Krassowska (Frau auf dem Markt), Witwlij Halko (Mann auf dem Markt), Kristian Nikulyzja (Tod), Kateryna Korjahina (Engel).
 Video; Mitschnitt der Uraufführungsproduktion im Opernhaus Odessa.
 Videostream auf Arte Concert.[6][8]